# 松花江上
《松花江上》是中国抗日战争的歌曲之一，由张寒晖作曲作詞。歌曲描述九一八事變後東三省被日軍佔領後東北居民的苦況和收復失地的盼望。
九一八事变以后，东北军不抵抗退出东北后，东北沦陷。东北军后被调至陕西、甘肃一带围剿红军。与此同时，大量东北流亡学生也聚集到西安。在东北军士兵和东北流亡学生中，酝酿着思念沦陷的故土，思念家乡父老的情绪，以及抗日救亡，打回东北去的思想。1936年5月，陕西省立西安二中的教师张寒晖创作了这首歌曲，歌曲在西安广泛传唱，后传唱于长城内外，大江南北，成为经典的抗日救亡歌曲。
关于这首歌曲的曲调，张寒晖曾经说「我把北方『娘们』在坟上哭丈夫、哭儿子的那种哭声变成《松花江上》的曲调了」。
1964年在北京公演的大型音樂舞蹈史詩《東方紅》將《松花江上》的歌詞略為改動，將「爹娘啊，爹娘啊，什麼時候才能歡聚在一堂」改為「同胞啊，同胞啊，什麼時候才能收回我家鄉」。

## 歌词
我的家在东北松花江上，

那里有森林煤矿，

还有那满山遍野的大豆高粱。

我的家在东北松花江上，

那里有我的同胞，

还有那衰老的爹娘。

九一八，九一八，

从那个悲惨的时候，

九一八，九一八，

从那个悲惨的时候，

脱离了我的家乡，

抛弃那无尽的宝藏，

流浪！流浪！

整日价在关内，流浪！

哪年，哪月，

才能够回到我那可爱的故乡？

哪年，哪月，

才能够收回我那无尽的宝藏？

爹娘啊，爹娘啊。

什么时候，

才能欢聚一堂？

## 衍生作品
1967年，中国著名钢琴家、作曲家崔世光以歌曲《松花江上》为素材改编创作一首同名钢琴独奏曲，乐曲结构采用了比较常见的带再现的复二部曲式，包括七小节引子、呈示部、发展部、再现部和尾声等部分。
吉林省吉林市邮电大楼钟楼的报时音乐为《松花江上》。
電影《悲情城市》裡，寬榮一些當老師、記者的朋友在九份小酒樓演唱此曲（流亡三部曲）。
電視劇《一把青》裡，墨婷的老師在課堂上教唱該曲。

## 注解
1. ↑  作词者张寒晖于1946年逝世，根据《中华人民共和国著作权法》，其创作的歌词在中华人民共和国进入公有领域。

## 深入阅读
- 《东亚三国的近现代史》，《东亚三国的近现代史》编委会 社会科学文献出版社 2005年6月 ISBN 7801906462